# Петрово (Ростовская область)
Петро́во — слобода в Советском районе Ростовской области.
Входит в состав Калач-Куртлакского сельского поселения.

## География
Расположена на северо-востоке области. Вдоль слободы протекает река Куртлак.

## История
До Революции 1917 года населённый пункт имел название хутор Петрово-Куртлакский. Находился в составе 2-го Донского округа Области Войска Донского. 
Первые жители слободы Петрово были переселены помещиком Петровым из Бузулука в 1840 году. В 1897 году здесь была открыта Андреевская церковь Чернышевского благочиния, а в 1913 году и церковно-приходская школа при ней.
После окончания Гражданской войны, в 1925 году слобода Петрово становится административным центром одноимённого сельсовета в Обливском районе Шахтинского округа Северо-Кавказского края. Тогда в ней числилось 140 дворов, 623 жителя. Имелись начальная школа, библиотека, парторганизация, 4 мелких промышленных предприятия, 2 пруда, 2 колодца и 4 мельницы.
В годы коллективизации часть населения слободы была репрессирована и сослана в Сибирь. В 1930 году здесь был основан колхоз «Путь Ленина».
Летом 1942 года, во время Второй мировой войны, слобода была оккупирована немецкими войсками. Освобождена частями Красной Армии в ноябре того же года. Домой после окончания войны из всех жителей, ушедших на фронт, вернулись 60 человек
В послевоенные годы начинается восстановление разрушенного хозяйства. К 1959 году слобода становится селом. В 1967 году, в канун Дня Победы в Петрово состоялось торжественное открытие памятника воинам, погибшим при освобождении слободы.

## Население
| 2010 |
| ---- |
| 387  |

## Инфраструктура
В 1970-е и 1980-е годы существовало колхозное хозяйство: зерновые культуры, мясные и бахчевые фермы, овощная плантация. К концу 1990-х годов хозяйство пришло в упадок, и вначале 2000-х годов не осталось ничего. Школа и детский сад закрыты.
В данный момент в слободе Петрово работают 31 фермерское хозяйство, которые были основаны на месте распавшегося колхоза.
В 2000 году здесь был построен мост через реку Куртлак.

## Улицы
| - ул. Любимая, - ул. Молодёжная, - ул. Набережная, - ул. Садовая, | - ул. Степная, - ул. Трудовая, - ул. Центральная, - ул. Школьная. |